# Università di Kastamonu
L'Università di Kastamonu (in turco: Kastamonu Üniversitesi) è una università situata nella città di Kastamonu, capoluogo della provincia di Kastamonu, in Turchia. Fondata nel 2006, e il grande numero di studenti (circa 22.000) influisce sulla vita della città.

## Associazioni
- Associazione delle università europee
- Processo di Bologna
- Farabi Student Network
- Erasmus Student Network

## Rettori
- Kadri Yamaç (2006-2008)
- Bahri Gökçebay (2008-2011)
- Mustafa Safran (2011- )